# Julihochwasser 1956
Das Julihochwasser 1956 war ein katastrophales Hochwasser an der Ober- und Mittelweser sowie der Aller und Leine durch tagelangen Dauerregen im Bergland Thüringens, Niedersachsens, Hessens und Ostwestfalens.

## Verlauf der Katastrophe
Bereits im Juni 1956 war es zu starken Niederschlägen gekommen. In Niedersachsen fielen teilweise über 300 Prozent des langjährigen Mittels. In der Zeit zwischen dem 14. und dem 16. Juli 1956 kam es im Bergland Niedersachsens, Thüringens, Hessens und Ostwestfalens zu einem fast 50 Stunden andauernden Starkregen sowie im Tiefland zu unwetterartigen Gewittergüssen.
Diese trafen auf einen wassergesättigten Boden, so dass die Niederschläge ausschließlich an der Oberfläche abfließen konnten. Innerhalb kürzester Zeit stieg der Wasserstand dramatisch an und führte zu großflächigen Überflutungen. Bis zum 16. Juli 1956 stieg der Wasserstand der Weser in Minden auf 4,50 m über den mittleren Wasserstand; die Schifffahrt auf der Ober- und Mittelweser kam zum Erliegen. Im Stadtgebiet von Braunschweig wurden im Gebiet der Wabe und der Mittelriede bis zum 17. Juli 681 ha Grün- und Ackerland überflutet. In der Braunkohlenzeche von Retterode bei Hessisch Lichtenau (Werra-Meißner-Kreis) brach auf Grund der Niederschläge am 15. Juli massiv Wasser ein, was zu einem teilweisen Absaufen der Untertageanlagen führte.
An Aller und Leine sowie im hessischen Bergland verschärfte sich die Situation, nachdem es am 18. und 19. Juli 1956 weiter unwetterartig regnete, mit u. a. Deichbrüchen, Flussbettverlegungen sowie einem unkontrollierten Überlaufen der Edertalsperre. Die Freie Hansestadt Bremen entging einer schweren Flutkatastrophe allein durch den Umstand, dass das Hochwasser über die damals noch vorhandenen Überlaufstrecken bei Thedinghausen in die Ochtumniederung westlich an der Hansestadt vorbeigeführt wurde, wodurch jedoch die Gemeinden Stuhr und Hasbergen überflutet wurden.
Durch das Hochwasser an der Mittelweser wurden bis zum 25. Juli über 240.000 ha überflutet. Der Sachschaden belief sich Schätzungen zufolge auf über 170 Mio. DM. Der Pegel Porta Westfalica des staatlichen WSA zeigte am 17. Juli 1956 einen Extremwert von 1180 m³/s und 629 cm an, der fast an das Jahrhunderthochwasser der Weser von 2300 m³/s und 790 cm am 10. Februar 1946 heranreichte.